# 胎児鏡検査
胎児鏡検査（たいじきょうけんさ）、別名胎児スコープ検査は、女性の妊娠中の内視鏡手術であり、胎児、羊膜、臍帯、胎児の側の胎盤を通して手術を見ることができる。腹部に小さな3〜4 mmの切開を加えてから、 内視鏡を腹壁と子宮から羊膜腔に挿入する。胎児顕微鏡検査では、生検（組織サンプル）やレーザーを使用して異常な血管（絨毛血管腫など）をブロックしたり、二分脊椎を治療したりすることができる。 
子宮鏡検査は通常、妊娠の中期および後期に行われる。この手順により、胎児は流産や早産などの有害な結果のリスクが高くなる可能性があるため、母親と胎児の健康を守るためにリスクと恩恵を慎重に検討する必要がある。この手順は通常、手術室の産科医と婦人科医によって行われる。 

## 歴史
1945年、Björn Westinは、上部消化管内視鏡検査全体を使用して胚を直接観察したことを示す研究を発表した。1966年、Agüeroらは、子宮鏡検査を使用して胎児、子宮頸部、子宮のさまざまな特徴を観察する研究を発表した。 1972年、SUNYダウンステートメディカルセンターのCarlo Valentiは、「内視鏡検査」と呼ばれる手法を記録した。これは、胎児の発育を直接観察する。Gallinatは、1978年にこれらの技術の標準化を最初に試みた。 
妊娠中の女性に対するこれらの方法の侵襲性と胎児への高いリスクのため、1990年代以前は、 膣式超音波機器「膣式超音波スキャナー」は比較的安全だったため、この技術は概ね破棄された。しかし、その後、胎児へのリスクを軽減し、医師により良い視覚的結果を提供できるより小さな器具が開発された。これにより、生検などの医療介入技術を使用した外科的介入の開発が可能になった。1993年、Cullen、Ghirardini、およびReeceらは、この技術を「胎児顕微鏡検査」と呼んだ。 
2000年代以来、低侵襲手術用胎児顕微鏡の分野は発展を続けている。Michael BelfortとRuben Quinteroなどの医師は、子宮内の胎児腫瘍を除去し、二分脊椎を矯正するためにこの技術を使用した。 

## 非外科的胎児鏡検査
子宮鏡は、医療上と呼ばれ、同じ名前を持つ内視鏡に関与し得る、外科的処置である内視鏡の光ファイバー機器に使用される技術。 特別な聴診器ツール（ピナーの角とドップラー超音波を含む）でモニター対象の胎児心拍数（FHR）を聞くと、医療機器で語彙が混乱する可能性がある。 これらの音声診断ツールは「胎児スコープ」とも呼ばれるが、胎児鏡検査とは関係ない。 